# سوبارو رکس

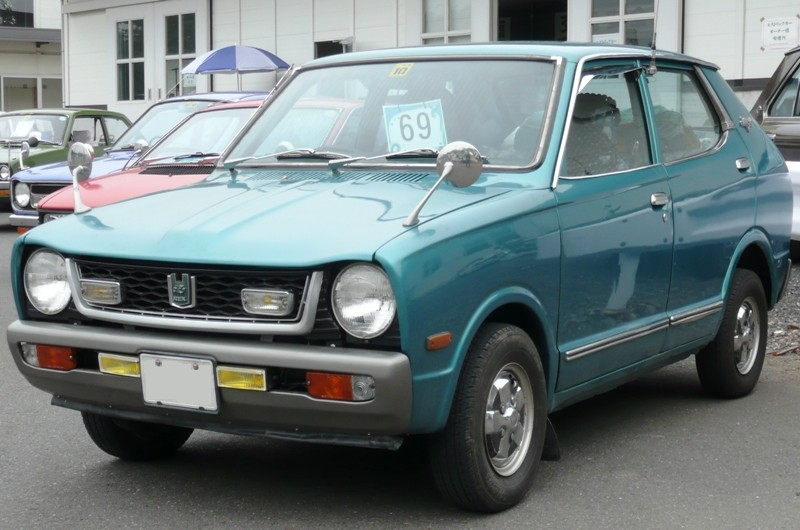

سوبارو رکس (Subaru Rex) خودرویی است که در سال‌های ۱۹۷۲–۱۹۹۲تولید شده‌است. طراحی آن خودروهای موتور عقب-محور عقب، خودروهای موتور جلو-محور جلو، خودروهای موتور جلو-چهار چرخ متحرک بوده طول آن در حالت طبیعی ۲٬۹۹۵ میلیمتر (۱۱۷٫۹ اینچ)، عرض آن در حالت طبیعی ۱٬۲۹۵ میلیمتر (۵۱٫۰ اینچ)، ارتفاع آن در حالت طبیعی ۱٬۲۵۵ میلیمتر (۴۹٫۴ اینچ) و وزن آن در حالت طبیعی ۵۰۰ کیلوگرم (۱٬۱۰۰ پوند) است.